# Serinus dorsostriatus
Serinus dorsostriatus là một loài chim trong họ Fringillidae.